# Orbitální moment hybnosti (záření)

Průřez světelným svazkem, jenž má jednotkový orbitální moment hybnosti. Fáze světelného pole je vyznačena barvou, od červené po žlutou, jeho intenzita pak tmavostí.

Orbitální moment hybnosti (anglicky: orbital angular momemtum, zkratka OAM) světla a jiných druhů záření je fyzikální veličina, jež představuje jednu ze složek celkového momentu hybnosti. Tato složka je přitom na rozdíl od vlastního momentu hybnosti závislá na prostorovém rozložení pole, kterým je záření popsáno. V případě světla je tedy jeho orbitální moment hybnosti závislý na rozložení elektromagnetického pole světelného paprsku. Vlastní moment hybnosti souvisí z pohledu klasické fyziky s polarizací světla, z pohledu fyziky kvantové pak se spinem jednotlivých částic světla, fotonů. Zhruba řečeno tak lze celkový moment hybnosti fotonu rozložit do dvou složek, a sice do spinu, nezávislého na volbě souřadného systému, a pak právě do orbitálního momentu hybnosti, jehož velikost závisí na volbě souřadnic. Na rozdíl od spinu, jenž může pro fotony nabývat v daném směru pouze hodnot dvou, 1 a -1, je však rozsah hodnot orbitálního momentu hybnosti neomezený. Obě složky momentu hybnosti navíc odlišně interagují s hmotnými předměty. Zatímco spin roztáčí předmět kolem jeho vlastní osy, odpovídá orbitální moment hybnosti rotaci předmětu kolem osy svazku.
Ačkoli je existence nenulového orbitálního momentu hybnosti obecná vlastnost, vyskytující se pro světelné záření s různým průběhem elektromagnetického pole, bere se velmi často za reprezentativní příklad polí rodina Laguerreových-Gaussových svazků. Tyto svazky se vyznačují šroubovicovitým průběhem fáze — místo toho, aby byly jednotlivé vlnoplochy těchto svazků rovinami, jako je tomu v případě rovinných vln, obtáčí fáze osu svazku a vlnoplochy tak mají tvar šroubovice. Z tohoto důvodu má svazek na své ose fázovou singularitu, což vede jednak k propadu jeho intenzity na ose, jednak ke vzniku světelného víru procházejícího jeho prostředkem. Na obrázku vpravo je vyobrazen průřez typického Laguerreova-Gassova svazku vyššího řádu s výrazným minimem intenzity uprostřed.
Z pohledu kvantové mechaniky jsou Laguerreovy-Gassovy svazky téměř ideálním představitelem vícerozměrného kvantového systému. Orbitální moment hybnosti takovýchto svazků je totiž kvantovaná veličina, která může nabývat pouze celočíselných hodnot — fotony, jejichž vlnová funkce má tvar takového svazku, nesou celočíselný násobek elementárního momentu hybnosti, jehož velikost je rovna jedné redukované Planckově konstantě. Foton se může nacházet v kvantové superpozici různých svazků a kvantové stavy většího počtu fotonů mohou vykazovat kvantové provázání. 
V současné době lze Laguerreovy-Gaussovy svazky vytvářet holografickými technikami, kdy se nechá světelný paprsek v základním módu dopadat na hologram, jenž paprsku dodá vhodně zvolenou šroubovicovitou fázi. Pro snadnost jejich generování i měření se takové svazky čím dál více studují v kontextu přenosu informace, a to jak v klasickém tak i kvantovém režimu. Využitím takovýchto svazků lze zvýšit kapacitu informačních kanálů a v kvantové informatice mohou tyto sloužit jako vícerozměrné zobecnění kvantových bitů. Další důležitou aplikací těchto svazků je manipulace malých objektů. Silným světelným paprskem ve formě Laguerreova-Gaussova svazku lze roztáčet miniaturní mechanické motorky, kdy jsou směr a rychlost rotace určeny po řadě znaménkem a hodnotou odpovídajícího orbitálního momentu hybnosti.
Orbitální moment hybnosti záření zůstával dlouhou dobu nepovšimnut a jeho studium zaznamenalo rychlý rozvoj až počátkem devadesátých let minulého století. Ačkoli je zdaleka nejprostudovanějším případem záření elektromagnetické, a především pak přímo záření světelné, lze orbitální moment hybnosti zavést i pro akustické či dokonce gravitační vlny. 

## Historie
Prvním, kdo si uvědomil, že záření může působit měřitelným momentem hybnosti na ozařované předměty, byl John Poynting v roce 1909 při studiu polarizace světla. Jeho předpovědi byly experimentálně potvrzeny v roce 1936, když Richard Beth z Princetonské univerzity změřil působení kruhové polarizace na půlvlnné destičky zavěšené na tenkém vlákně. Pokud jde o moment hybnosti, který na rozdíl od polarizace vzniká z nerovnoměrného prostorového rozložení elektromagnetického pole, tak o něm se sice dlouho vědělo, ale i tak způsobila série článků od nizozemského fyzika Lese Allena a jeho spolupracovníků malou revoluci. Tito autoři v roce 1992 předpověděli, že Laguerreovy-Gaussovy svazky světla mají dobře definovaný orbitální moment hybnosti (OAM), který má pozorovatelné účinky na ozařované objekty. Tyto účinky přitom vykazují analogie s těmi pro polarizaci.
Souběžně s tímto vývojem probíhal i vývoj holografických technik, s pomocí nichž lze vytvářet svazky se singularitami, ačkoli nebyla provedena jakákoliv spojitost s OAM. K prvnímu experimentálnímu potvrzení přenosu OAM ze světelného svazku na mechanický systém došlo ve skupině Haliny Rubinszteinové-Dunlopové v roce 1995 na Queenslandské univerzitě v australském Brisbane. O další rozvoj fyzikálního chápání orbitálního momentu hybnosti se velkou měrou mimo jiné zasloužili Miles Padgett a Stephen Barnett z Glasgowské univerzity, přičemž studium světelných vírů, jež s OAM úzce souvisejí, započal a rozvedl svou prací Michael Berry. V letech 2001 a 2002 pak skupina Antona Zeilingera experimentálně potvrdila existenci kvantového provázání mezi orbitálním momentem hybnosti dvou fotonů generovaných procesem sestupné konverze. V současnosti se OAM těší širokému zájmu vědců nejen v oblastech jako je přenos informace či pohánění mikroskopických motorů, ale i kvantová teleportace či kvantová kryptografie. Kromě světla je studováno OAM i pro rádiové či akustické vlny a objevili se i práce věnující se orbitálnímu momentu hybnosti gravitačních vln.
Orbitálnímu momentu hybnosti odpovídá celočíselný topologický náboj světelných vírů. Pokud jde o topologický náboj neceločíselný, tak nejprve byly studovány klasické svazky s poločíselným nábojem, přičemž zobecnění na libovolný náboj přišlo v roce 2004 v práci Michaela Berryho
, jehož pozorování byla záhy experimentálně potvrzena. Tentýž rok byl uveřejněn článek, který navrhl použít spirální fázové destičky s poločíselným nábojem pro měření vícerozměrného kvantového provázání v OAM. Stejná výzkumná skupina následně tento návrh provedla i experimentálně. V roce 2007 byly výsledky Berryho převedeny do kvantového popisu.

## Matematické odvození
Ačkoli se v následujícím hovoří téměř výlučně o světle, zcela analogické výsledky platí pro záření v jiných částech elektromagnetického spektra, především pak rádiové vlny. Analogicky lze navíc studovat orbitální moment hybnosti akustických či dokonce gravitačních vln.

### Klasický popis
|                  | Spin                       | Orbitální moment hybnosti                   |
| ---------------- | -------------------------- | ------------------------------------------- |
| spojeno s        | polarizace                 | prostorový tvar svazku                      |
| nabývá hodnot    | {\displaystyle \pm \hbar } | {\displaystyle l\hbar ,\ l\in \mathbb {Z} } |
| interaguje s     | dvojlomné materiály        | průhledné předměty osově nesouměrného tvaru |
| způsobuje rotaci | kolem vlastní osy          | kolem osy svazku                            |

Moment hybnosti je veličina, jež souvisí s hybností. Zatímco hybnost je veličina kvantifikující, jak moc se nějaká věc pohybuje, moment hybnosti zachycuje, jak moc se tato věc točí. Na rozdíl od hybnosti je hodnota této veličiny závislá na zvolené soustavě souřadnic. Uvažujeme-li částici o hmotnosti {\displaystyle m} pohybující se rychlostí {\displaystyle \mathbf {v} }, je její hybnost rovna {\displaystyle \mathbf {p} =m\mathbf {v} }. Pokud vektorem {\displaystyle \mathbf {x} } označíme aktuální vzdálenost částice od daného počátku souřadnic, je její moment hybnosti {\displaystyle \mathbf {L} } roven vektorovému součinu
{\displaystyle \mathbf {L} =\mathbf {x} \times \mathbf {p} .}
Tělesa obecného tvaru lze chápat jako velké množství částic, z nichž každá má svůj moment hybnosti, a přes tyto následně integrovat abychom získali celkový moment hybnosti daného tělesa. Hovoříme-li o elektromagnetickém záření, pak můžeme studovat vliv, jakým toto záření působí na částice do něj umístěné. Začnou-li se tyto částice v elektromagnetickém poli točit, můžeme tuto rotaci chápat jako projev momentu hybnosti samotného záření. Protože v různých místech může pole působit jinak velkou měrou, je nutno uvažovat hustotu momentu hybnosti, jež závisí na poloze. Pro výpočet celkového momentu hybnosti pole je posléze třeba integrovat tuto hustotu přes danou část prostoru. Tento obecný popis lze zjednodušit pro záření, jejichž tvar připomíná paprsek šířící se jistým směrem. Hustotu momentu hybnosti lze v takovém případě integrovat přes válec jednotkové délky, jenž míří ve směru paprsku a tento paprsek obepíná. Dále se za počátek soustavy souřadnic volí místo na ose paprsku a studuje se pouze ta složka momentu hybnosti, jež je orientována ve směru šíření paprsku.
Elektromagnetické záření je obecně určeno dvěma vektorovými poli {\displaystyle \mathbf {E} } a {\displaystyle \mathbf {B} } popisujícími po řadě elektrické a magnetické pole. Hustota hybnosti takového pole je dána v každém bodě prostoru vektorem {\displaystyle \mathbf {p} =\epsilon _{0}\,\mathbf {E} \times \mathbf {B} }, kde {\displaystyle \epsilon _{0}} je permitivita vakua. Hustota momentu hybnosti v tomtéž bodě je pak zadána vztahem
{\displaystyle \mathbf {j} =\epsilon _{0}\,\mathbf {x} \times (\mathbf {E} \times \mathbf {B} ),}
kde vektor {\displaystyle \mathbf {x} } opět udává polohu bodu od daného počátku souřadnic. Pro jednoduchost se omezme na monochromatické svazky elektromagnetického záření, jež kmitají o úhlové frekvenci {\displaystyle \omega }. Dále si zaveďme soustavu kartézských souřadnic, kde {\displaystyle z}-ová osa splývá s osou svazku, a za počátek souřadnic zvolme bod na ose svazku. Zajímá nás tak právě {\displaystyle z}-ová složka momentu hybnosti svazku. Při popisu elektromagnetického pole je třeba vyjít z Maxwellových rovnic, z nichž jedna udává závislost magnetického pole na poli elektrickém {\displaystyle \mathbf {B} =(-i/\omega )(\nabla \times \mathbf {E} )}, kterýžto vztah můžeme vložit do vzorce pro moment hybnosti a od teď se zabývat pouze polem elektrickým. Z Maxwellových rovnic dále plyne skalární vlnová rovnice, jež musí být splněna pro každou složku pole. Předpokládáme-li časovou závislost pole ve tvaru {\displaystyle \mathbf {E} =\mathrm {Re} (\mathbf {v} \exp(-i\omega t))}, kde {\displaystyle \mathrm {Re} } označuje reálnou část a {\displaystyle t} je čas, redukuje se skalární vlnová rovnice pro toto pole do tvaru Helmholtzovy rovnice {\displaystyle (\nabla ^{2}+k^{2})v(\mathbf {x} )=0}, kde {\displaystyle k=c/\omega }, přičemž {\displaystyle c} je rychlost světla. Celkový moment hybnosti svazku má poté tvar
{\displaystyle \mathbf {J} ={\frac {\epsilon _{0}}{2i\omega }}\,\int \mathbb {d} \mathbf {x} \sum _{k=x,y,z}v_{k}^{\star }(\mathbf {x} \times \nabla )v_{k}+{\frac {\epsilon _{0}}{2i\omega }}\,\int \mathbb {d} \mathbf {x} \ \mathbf {v} ^{\star }\times \mathbf {v} ,}
kde hvězdička označuje komplexní sdružení. Do jisté míry lze první člen tohoto vzorce chápat jako matematické vyjádření orbitálního momentu hybnosti a podobně člen druhý jako spin. Ukazuje se, že řešit Helmholzovu rovnici je náročné, a proto se často přistupuje k takzvané paraxiální aproximaci. Její podstatou je předpoklad, že se zajímáme především o svazky světla, jejichž pole se ve směru šíření mění mnohem pomaleji než ve směru kolmém na osu svazku. Zavedeme-li si označení {\displaystyle v(\mathbf {x} )=u(\mathbf {x} )\exp(ikz)}, nabývá paraxiální rovnice tvaru: {\displaystyle -2ki(\partial u/\partial z)=(\partial ^{2}u/\partial x^{2})+(\partial ^{2}u/\partial y^{2})}. Řešením této rovnice lze odvodit tvar funkce {\displaystyle u} a tedy i tvar elektromagnetického pole. Následně lze z tvaru tohoto pole spočíst kromě mnoha jiných vlastností i hodnotu jeho orbitálního momentu hybnosti. Velmi důležitým příkladem jsou pole, jež jsou v cylindrických souřadnicích obecně tvaru
{\displaystyle u(r,\phi ,z)=A(r,z)\exp(il\phi )}
pro jisté číslo {\displaystyle l} a amplitudu {\displaystyle A}, kde {\displaystyle u} musí vyhovovat paraxiální vlnové rovnici. Má-li být toto pole spojité ve všech bodech, musí platit {\displaystyle u(r,\phi ,z)=u(r,\phi +2\pi ,z)}, z čehož plyne, že {\displaystyle \exp(i2\pi l)=1} a {\displaystyle l} tak musí být celé číslo. Fáze pole je určena exponentem ve členu {\displaystyle \exp(il\phi )} a je tak rovna {\displaystyle l\phi } pro daný úhel {\displaystyle \phi }, nezávisle na hodnotě souřadnic {\displaystyle r} a {\displaystyle z}. Vykreslíme-li si výraz {\displaystyle l\phi } jako funkci všech tří cylindrických souřadnic, je výsledný graf této funkce tvaru šroubovice. Z tohoto důvodu se vlnoplochy výše uvedeného pole označují jako šroubovicovité vlnoplochy (anglicky: helical wavefronts). Paraxiální rovnice nám pro tato pole říká, že {\displaystyle z}-ová složka celkového momentu hybnosti svazku (vztaženého na jednotkovou vzdálenost) je rovna
{\displaystyle J_{z}=l{\frac {W}{\omega }}+\sigma {\frac {W}{\omega }},}
kde {\displaystyle W} je celková energie téhož úseku svazku a kde {\displaystyle \sigma } odpovídá polarizaci svazku. Pro kruhovou polarizaci {\displaystyle \sigma =\pm 1} a pro lineární polarizaci {\displaystyle \sigma =0}. Pravá strana vzorce sestává ze dvou členů, kde ten první závisí na hodnotě čísla {\displaystyle l} a tedy na šroubovicovitém profilu fáze, a ten druhý závisí na čísle {\displaystyle \sigma } a tedy na polarizaci. Máme tedy opět rozdělení celkového momentu hybnosti na část orbitální a polarizační. Přes názornost tohoto vzorce je nicméně uvedené rozdělení celkového momentu hybnosti na dvě složky problematické a je do jisté míry důsledkem paraxiální aproximace. Lze ukázat, že podobný vzorec platí i pro obecné řešení, kdy paraxiální approximace není použita, objeví se v něm nicméně třetí komplikovaný člen, jenž závisí jak na {\displaystyle l}, tak na {\displaystyle \sigma } a nelze ho tedy obecně přisoudit ani jedné ze dvou složek. Pro speciální případ lineární polarizace zůstává výše uvedený vzorec nicméně v platnosti.

### Kvantový popis
V kvantovém popisu chápeme svazek světla, zhruba řečeno, jako proud fotonů, a místo o elektromagnetickém poli mluvíme o vlnové funkci každého fotonu. Tato vlnová funkce má stejný tvar jako jí odpovídající elektromagnetické pole, je ale navíc normalizovaná a udává hustotu pravděpodobnosti, s níž se foton nachází na daném místě v prostoru. Než přikročíme ke kvantovému operátoru momentu hybnosti, zopakujme vzorec z předchozí kapitolky a interpretujme ho z pohledu fotonů. Každý foton, pohybující se s úhlovou frekvencí {\displaystyle \omega }, má energii rovnou {\displaystyle E=\hbar \omega }, kde {\displaystyle \hbar } je redukovaná Planckova konstanta. Výše uvedený vzorec tak přejde do tvaru {\displaystyle J_{z}=\hbar l(W/E)+\hbar \sigma (W/E)}. Podíl {\displaystyle W/E} je celková energie svazku na jednotkovou délku dělená energií jednoho fotonu. Jinými slovy, tento podíl udává počet fotonů v jednotkové délce svazku, označme si tento počet jako {\displaystyle N}. Veličina {\displaystyle J_{z}} udává celkový moment hybnosti a chceme-li ho vztáhnout pouze na jeden foton, musíme tuto veličinu dělit číslem {\displaystyle N}. Dostáváme tak, že moment hybnosti jednoho fotonu {\displaystyle J_{z}^{(1)}} je roven {\displaystyle J_{z}^{(1)}=J_{z}/N=\hbar l+\hbar \sigma }. Druhý člen závisí na polarizaci světla a souvisí se spinem fotonu. Člen první pak udává orbitální moment hybnosti jednoho fotonu a sice
{\displaystyle L_{z}=\hbar l,\quad l\in \mathbb {Z} .}
Proveďme nyní analogickou diskuzi s použitím kvantových operátorů. V souladu s klasickým popisem je operátor momentu hybnosti definován vztahem {\displaystyle \mathbf {\hat {L}} =\mathbf {\hat {x}} \times \mathbf {\hat {p}} }, kde {\displaystyle \mathbf {\hat {x}} } a {\displaystyle \mathbf {\hat {p}} } jsou po řadě operátory polohy a hybnosti. Stejně jako výše se zajímáme pouze o {\displaystyle z}-ovou složku operátoru momentu hybnosti, která má v cylindrických souřadnicích obzvlášť jednoduchý tvar
{\displaystyle {\hat {L}}_{z}=-i\hbar {\frac {\partial }{\partial \phi }}.}
Lze snadno ukázat, že vlastními funkcemi tohoto operátoru jsou funkce výše uvedeného tvaru {\displaystyle \psi _{l}(r,\phi ,z)=A(r,z)\exp(il\phi )}, kde {\displaystyle A} je jistá funkce souřadnic {\displaystyle r} a {\displaystyle z}. Derivací funkce {\displaystyle \psi _{l}} podle {\displaystyle \phi } ihned dostáváme {\displaystyle \partial _{\phi }\psi _{l}(r,\phi ,z)=A(r,z)il\exp(il\phi )=il\psi _{l}(r,\phi ,z)}, z čehož obratem dále plyne, že
{\displaystyle {\hat {L}}_{z}\psi _{l}=\hbar l\,\psi _{l}.}
Formalizmus měření v kvantové mechanice interpretuje tuto rovnici tak, že měření momentu hybnosti na fotonu, jehož vlnová funkce je tvaru {\displaystyle \psi _{l}}, vrátí hodnotu rovnou vlastnímu číslu {\displaystyle \hbar l}. Protože {\displaystyle l} udává prostorové rozložení vlnové funkce bez vztahu ke spinu, je vlastní číslo {\displaystyle \hbar l} hodnotou orbitálního momentu hybnosti. Operátor {\displaystyle {\hat {L}}_{z}} obsahuje derivaci podle {\displaystyle \phi }. Aby tato derivace vrátila funkci spojitou v {\displaystyle \phi }, musí pro funkci {\displaystyle \psi _{l}} platit periodičnost {\displaystyle \psi _{l}(r,\phi ,z)=\psi _{l}(r,\phi +2\pi ,z)}. Z této podmínky již přímo plyne, že {\displaystyle l} musí být celé číslo, následkem čehož je orbitální moment hybnosti kvantovaná veličina. Další informace lze naleznout v oddíle #Kvantové vlastnosti níže.

## Záření s orbitálním momentem hybnosti
Obecné podmínky pro existenci nenulového orbitálního momentu hybnosti jsou podány v předchozí kapitole. V této kapitole jsou představeny konkrétní příklady svazků záření, jež tyto podmínky splňují. Zdaleka nejpoužívanějšími svazky jsou ty Laguerreovy-Gaussovy, kterým se věnuje podrobněji následující podkapitola.

### Laguerreovy-Gaussovy svazky

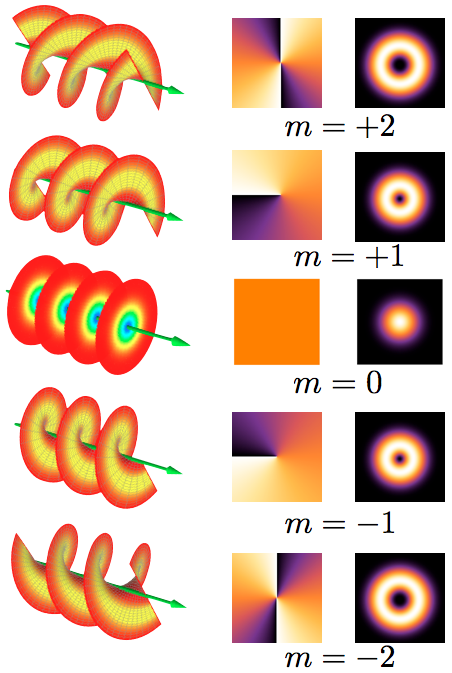
Přehled Laguerreových-Gaussových svazků s malým orbitálním momentem hybnosti. Zatímco amplituda svazků, kromě toho pro nulový moment, má tvar prstence, fáze sleduje profil šroubovice.

Významnou rodinou optických módů, které mají dobře definovaný orbitální moment hybnosti, jsou tak zvané Laguerreovy-Gaussovy svazky. Ty tvoří bázi vektorového prostoru všech svazků vyhovujících paraxiální approximaci a jsou parametrizovány dvěma celými čísly. Jeden parametr, obyčejně značený písmenem {\displaystyle p}, udává radiální průběh amplitudy elektrického pole svazku a nabývá pouze nezáporných hodnot. Parametr druhý, obvykle značený {\displaystyle l}, udává azimutální průběh fáze svazku a může nabývat kladných, nulových i záporných hodnot. V cylindrických souřadnicích {\displaystyle (r,\phi ,z)} je elektrické pole pro parametry {\displaystyle p} a {\displaystyle l} popsáno výrazem
{\displaystyle E_{l,p}(r,\phi ,z)={\sqrt {\frac {2p!}{\pi (p+|l|)!}}}{\frac {w_{0}}{w(z)}}\left({\frac {r{\sqrt {2}}}{w(z)}}\right)^{\!|l|}\exp \!\left(\!-{\frac {r^{2}}{w^{2}(z)}}\right)L_{p}^{|l|}\!\left({\frac {2r^{2}}{w^{2}(z)}}\right)\exp \!\left(\!-ikz-ik{\frac {r^{2}}{2R(z)}}+i\psi _{l,p}(z)\right)\exp(-il\phi ),}
kde {\displaystyle z_{R}} je Rayleighova vzdálenost, {\displaystyle w_{0}} je poloměr svazku v krčku, {\displaystyle w(z)} je poloměr svazku ve vzdálenosti {\displaystyle z} od krčku, {\displaystyle R(z)} je odpovídající zakřivení vlnoplochy, {\displaystyle \psi _{l,p}(z)} je odpovídající Gouyova fáze a konečně {\displaystyle L_{p}^{|l|}(x)} je zobecněný Laguerreův polynom. Poloměr {\displaystyle w(z)} je definován jako vzdálenost od středu svazku, pro niž je lokální intenzita pole na {\displaystyle \exp(-2)} násobku intenzity ve středu svazku. Matematicky jsou poloměr svazku, poloměr křivosti a Gouyova fáze po řadě zadány vzorci
{\displaystyle {\begin{aligned}w(z)&=w_{0}\,{\sqrt {1+{\left(z/z_{\mathrm {R} }\right)}^{2}}},\\R(z)&=z\left({1+{\left(z_{\mathrm {R} }/z\right)}^{2}}\right),\\\psi _{l,p}(z)&=(|l|+2p+1)\arctan(z/z_{\mathrm {R} }).\end{aligned}}}
Výše uvedený hrozivě vyhlížející vzorec pro {\displaystyle E_{l,p}} lze podstatně zjednodušit, zaměříme-li se pouze na vlastnosti související s orbitálním momentem hybnosti. Protože parametr {\displaystyle p} neovlivňuje azimutální průběh pole, položíme ho odteď roven nule. Pro tuto volbu je zobecněný Laguerreův polynom identicky roven jedničce. Pro jednoduchost se dále omezíme na studium svazku v jeho krčku, kde nemusíme brát v potaz rozpínání svazku a dodatečnou fázi, kterou svazek akumuluje během šíření prostorem. Vzorec pro pole se tak zredukuje do podoby
{\displaystyle E_{l}(r,\phi ,0)={\sqrt {{\frac {2}{\pi |l|!}}\left({\frac {r{\sqrt {2}}}{w_{0}}}\right)^{\!2|l|}\exp \!\left(\!-{\frac {2r^{2}}{w_{0}^{2}}}\right)}}\exp(-il\phi ),}
kde jsme položili {\displaystyle E_{l}\equiv E_{l,0}}. Výraz pod odmocninou je roven intenzitě svazku v daném bodě {\displaystyle I_{l}(r)=|E_{l,0}(r,\phi ,0)|^{2}}, která je zjevně nezávislá na azimutální souřadnici {\displaystyle \phi }. Komplexní exponenciela za odmocninou udává šroubovicový průběh fáze, jenž je právě zodpovědný za orbitální moment hybnosti. Průběh intenzity {\displaystyle I_{l}(r)} v závislosti na vzdálenosti {\displaystyle r} od osy svazku je kvalitativně odlišný pro {\displaystyle l=0} a {\displaystyle l\neq 0}. Pokud je parametr {\displaystyle l} nulový, zredukuje se Laguerreův-Gaussův svazek do běžného gaussovského svazku, který má v krčku konstantní fázi a maximum intenzity má na ose. Pro všechny ostatní případy, kdy je {\displaystyle l} různé od nuly, vypadá průběh intenzity následovně: na ose svazku je intenzita nulová, aby se postupně s rostoucím {\displaystyle r} zvyšovala a dosáhla maxima ve vzdálenosti {\displaystyle r_{\mathrm {max} }=w_{0}{\sqrt {l/2}}} od osy svazku. Po dosažení maxima pak intenzita klesá exponenciálně k nule. Výsledný profil svazku má tedy podobu prstence o poloměru {\displaystyle r_{\mathrm {max} }}. Poloměr prstence je zjevně úměrný druhé odmocnině z parametru {\displaystyle l}. V případech, kdy nelze zanedbat konečný rozměr optických prvků, jimiž svazek prochází, se však tato závislost může změnit na závislost lineární.
Existence nulové intenzity na ose pro nenulové {\displaystyle l} se vysvětluje tak, že zde dochází vlivem okolní, šroubovicovitě se měnící, fáze k destruktivní interferenci. Alternativně lze střed svazku chápat jako místo, kde má fáze singularitu a není tak dobře definována, protože by musela nabývat současně všech hodnot od {\displaystyle 0} po {\displaystyle 2\pi }. Tento problém tak svazek řeší tím, že má uprostřed nulovou intenzitu. Podobným strukturám se singularitou se říká světelné víry (anglicky: optical vortices, sg. optical vortex) a číslu {\displaystyle l}, které udává, kolikrát se fáze kolem singularity „protočí“, se v tomto kontextu říká topologický náboj (anglicky: topological charge) či navíjecí číslo (anglicky: winding number). Parametr {\displaystyle l} tedy hraje důležitou roli a z fyzikálního pohledu udává, kolik kvant orbitálního momentu hybnosti každý foton daného svazku má.

### Besselovy svazky
Laguerreovy-Gaussovy svazky nejsou jedinou třídou svazků, které se vyznačují šroubovicovým fázovým profilem. Příkladem jiné třídy s touto vlastností jsou tak zvané Besselovy svazky vyšších řádů. Pro záření o vlnové délce {\displaystyle \lambda } a vlnovém čísle {\displaystyle k=2\pi /\lambda } lze vyjádřit Besselovy svazky v cylindrických souřadnicích {\displaystyle (r,\phi ,z)} ve tvaru
{\displaystyle E_{l}(r,\phi ,z)=A\,J_{l}(k_{r}r)\exp {(ik_{z}z)}\exp {(il\phi )},}
kde {\displaystyle A} je normalizační konstanta, {\displaystyle J_{l}} je Besselova funkce {\displaystyle l}-tého řádu a {\displaystyle k_{z}} spolu s {\displaystyle k_{r}} jsou po řadě podélná a radiální složka vlnového vektoru, pro které platí {\displaystyle k={\sqrt {k_{r}^{2}+k_{z}^{2}}}}. Podobně jako v případě Laguerreových-Gaussových svazků má pro nejnižší řád {\displaystyle l=0} Besselův svazek maximum intenzity na optické ose, přičemž všechny ostatní svazky s {\displaystyle l>0} mají intenzitu na ose nulovou, což souvisí se šroubovicovým průběhem fáze.
Ideální Besselovy svazky nejsou experimentálně zrealizovatelné, protože sahají v radiálním směru do nekonečna a nesou nekonečně velkou energii. Nejrůznějšími technikami, např. pomocí axiconů či vhodně zvolených hologramů, lze nicméně vytvořit svazky jim velmi podobné, jejichž rozsah je konečný. Následkem toho je však konečná i vzdálenost, po níž se tyto přibližné Besselovy svazky mohou volně šířit než dojde k jejich rozpadnutí.

### Astigmatické eliptické Gaussovy svazky
Jak Laguerreovy-Gaussovy tak Besselovy svazky mají šroubovicovitý profil fáze, což je již postačující podmínka pro existenci nenulového momentu hybnosti (OAM). Šroubovicovitá fáze není nicméně nutná. Příkladem svazků s nenulovým OAM, jejichž fázový profil není šroubovicí, jsou eliptické gaussovské svazky. Na rozdíl od předešlých svazků mají tyto na své ose nenulovou intenzitu. Ve vhodně natočených kartézských souřadnicích kolmých k ose svazku lze elektrické pole takových svazků v jejich krčku vyjádřit ve tvaru
{\displaystyle E(x,y)={\sqrt {\frac {2}{\pi w_{x}w_{y}}}}\,\exp {\left(-{\frac {x^{2}}{w_{x}^{2}}}\right)}\exp {\left(-{\frac {y^{2}}{w_{y}^{2}}}\right)},}
kde {\displaystyle w_{x}} s {\displaystyle w_{y}} jsou po řadě poloměry svazku v {\displaystyle x}-ové a {\displaystyle y}-ové souřadnici. Pokud jsou tyto poloměry totožné, zredukuje se výše uvedený vzorec do tvaru pro standardní gaussovský svazek. Nechá-li se eliptický svazek procházet válcovou čočkou natočenou o nenulový úhel {\displaystyle \alpha } vůči {\displaystyle x}-ové ose, dojde k astigmatismu. Ukazuje se, že v takovém případě obdrží každý foton eliptického svazku orbitální moment hybnosti o velikosti
{\displaystyle \delta L_{z}=\hbar \,{\frac {k}{f}}{\frac {w_{x}^{2}-w_{y}^{2}}{4}}\sin(2\alpha ),}
přičemž {\displaystyle k} je vlnové číslo svazku a {\displaystyle f} je ohnisková vzdálenost cylindrické čočky. Takto dodaný OAM může dosahovat skutečně velkých hodnot. V realistickém případě může každý foton obdržet OAM o hodnotách převyšujících {\displaystyle 10000\hbar }.

## Manipulace

### Tvorba
Svazky s nenulovým orbitálním momentem hybnosti lze vytvořit různými způsoby. Původní návrh spočívá v přeměně Hermitových-Gaussových svazků do svazků Laguerreových-Gaussových (LG) pomocí páru válcových čoček. Další možností je sestrojení laserů, které přímo produkují LG svazky. Poměrně novou metodou je užití tak zvané q-destičky (anglicky: q-plate), která přeměňuje polarizaci svazku, a tedy jeho spin, na orbitální moment hybnosti stejné velikosti, viz schematický obrázek níže. Generovat LG svazky lze například i pomocí speciálně navržených nanostruktur. V případě rádiových vln lze vytvářet podobné svazky systémem vhodně prostorově rozmístěných antén a v případě vln akustických lze analogickým způsobem využít sadu reproduktorů. 
V dnešní době velmi rozšířenou metodou je pak tvorba LG svazků světla pomocí tak zvané spirální fázové destičky (anglicky: spiral phase plate, zkratka SPP; někdy též vortex plate), kdy gaussovský svazek obdrží průchodem destičkou dodatečnou šroubovicovou fázi. V reálném světě jsou výrobní možnosti omezené a tak skutečné fázové destičky mají místo hladkého šroubovicovitého povrchu spíše skokově se měnící profil, podobný tomu vyobrazenému níže. Světelný svazek obdrží po průchodu prostředkem takové destičky zhruba šroubovicovitou fázi s jednotkovým stoupáním a každý foton svazku tedy jedno kvantum orbitálního momentu hybnosti.
Další, mnohem šířeji uplatnitelnou, metodou je pak použití počítačem vygenerovaných hologramů. Ty lze buď vyvolat podobně jako klasický fotografický film, anebo, jak je dnes běžné, lze tyto hologramy zobrazit na tak zvaném prostorovém modulátoru světla (anglicky: spatial light modulator, zkratka SLM). Jedná se o LCD displej, který v každém pixelu místo různých barev promítá různou fázi. Paprsek světla buď modulátorem prochází, přičemž obdrží dodatečnou fázi z pixelů průchodem displejem, anebo se od modulátoru odráží a tehdy dochází k dodání fáze z pixelů při odrazu od displeje. Prostorové modulátory jsou omezeny rozlišením i bitovou hloubkou svých displejů, což má vlivem difrakce za následek vznik artefaktů v podobě dodatečných tenkých prstenců ve svazku a podobných struktur. Tato omezení jsou nicméně více než vyvážena skutečností, že prostorové modulátory jsou schopny dodat paprsku prakticky libovolný profil fáze. Navíc lze měnit fázi paprsku pomocí displeje v reálném čase. 

Prvky pro tvorbu šroubovicové fáze (s jednotkovým topologickým nábojem)
Q-destička
Spirální fázová destička.
Vidlicovitý hologram.

Je nutno dodat, že pro vytvoření skutečného LG svazku nestačí jen dodat gaussovskému svazku pomocí spirální destičky či prostorového modulátoru vhodnou fázi. Pro vytvoření prstencovitého profilu, typického pro LG svazky, je nutno nechat paprsek šířit po dostatečně dlouhou dobu prostorem. Přesněji řečeno, je nutno spolu s dodatečnou fází aplikovat na elektrické pole svazku Fourierovu transformaci, a to buď v podobě volného šíření prostorem anebo pomocí vhodně umístěné optické čočky.
Tvorba LG svazků pomocí prostorového modulátoru má obecně nižší účinnost, mimo jiné i proto, že část světla se odrazí od displeje ještě předtím, než je schopna obdržet dodatečnou fázi z jednotlivých pixelů. Aby se zabránilo snížení kvality výsledného svazku, je hologram zobrazený na displeji upraven tak, že kromě šroubovicovité závislosti fáze obsahuje i profil odpovídající difrakční mřížce. Výsledkem je, že nezměněná část paprsku se odrazí od displeje jedním směrem a část s dodanou šroubovicovou fázi se odrazí směrem jiným. Tuto lze pak nechat dál šířit a části nezměněné se zbavit. Výsledný hologram pak vypadá jako difrakční mřížka, jež obsahuje jistý počet záměrně vložených defektů, jejichž tvar a počet závisí na hodnotě dodávaného orbitálního momentu hybnosti. Pro svou podobu se takovýmto hologramům anglicky říká fork hologram, což lze přeložit jako vidlicovitý hologram. Typický příklad takového hologramu je zobrazen na obrázku výše.

### Měření
Měření je svým způsobem procesem opačným k tvorbě paprsků a podobné metody, které se uplatňují při generování Laguerreových-Gaussových (LG) svazků, se tedy uplatní i při jejich měření. Často používanou metodou je postup využívající prostorového modulátoru světla, který zjišťuje krok za krokem, jaký orbitální moment hybnosti (OAM) daný svazek má. Pokud se má například zjistit, zda má dopadající LG svazek hodnotu topologického náboje rovnou konkrétnímu číslu {\displaystyle m}, zobrazí se na modulátoru hologram, který odpovídá svazku s nábojem {\displaystyle -m}. Svazek s počátečním nábojem {\displaystyle l} tak po odražení od modulátoru nese náboj o hodnotě {\displaystyle l-m}. V tuto chvíli je paprsek zaveden do jednovidového optického vlákna, které vede pouze svazek s topologickým nábojem rovným nule. Všechny ostatní optické vidy, jejichž náboj je nenulový, se při průchodu vláknem rozptýlí. Efektivně tak vlákno funguje jako filtr, který propustí světlo jen tehdy, je-li náboj daného svazku nulový. Jinými slovy, svazek odražený od modulátoru projde vláknem pouze v tom případě, je-li jeho počáteční topologický náboj před odrazem roven číslu {\displaystyle m}. Měření orbitálního momentu hybnosti pro svazek s neznámým topologickým nábojem tak probíhá následovně:
1. Na modulátoru světla se zobrazí hologram odpovídající rovinné vlně a tedy nulovému orbitálnímu momentu.
2. Svazek odražený od modulátoru je zaveden do jednovidového optického vlákna. Pokud z jeho konce vychází světlo, musí být počáteční orbitální moment svazku nulový.
3. Pokud světlo neprochází, nastaví se na modulátoru hologram odpovídající náboji {\displaystyle -1}.
4. Pokud světlo prochází, musí být náboj vstupního svazku roven jedné. Pokud světlo neprochází, nastaví se na modulátoru hologram pro náboj {\displaystyle -2} a celá procedura se opakuje tak dlouho, dokud pro daný hologram vláknem neprojde světlo.

Tuto techniku lze snadno zobecnit, nachází-li se vstupní paprsek v superpozici svazků s různými topologickými náboji. Lze s ní měřit nejen klasické světelné paprsky, ale i orbitální moment hybnosti jednotlivých fotonů.
Existují ale i jiné přístupy, které například roztřídí jednotlivé LG svazky v závislosti na jejich hodnotě OAM. Každý svazek se tak posléze šíří po jiné dráze a do každé z drah lze umístit detektor. Podle toho, z kterého detektoru dochází při dopadu svazku signál, lze usoudit, jaký OAM daný svazek má. Tento postup lze použít i v případě, kdy místo klasického svazku měříme jednotlivé fotony.

### Vedení
V kontextu orbitálního momentu hybnosti jsou většinou uvažovány svazky světla, které se šíří volným prostorem. Zatím nejdelší otestovanou vzdáleností, po níž se mohou takové svazky šířit vzduchem bez zničujícího vlivu atmosférických jevů jako jsou tepelné fluktuace, je 143 kilometrů. Řešením rovnic odpovídajících šíření volným prostorem, a tedy s volnými okrajovými podmínkami, se dostane řešení v podobě Laguerreových-Gaussových svazků, jak je podrobněji rozebráno výše. Ačkoli intenzita těchto svazků klesá exponenciálně k nule se zvyšující se vzdáleností od osy svazku, je přísně vzato intenzita všude nenulová. Podobně jako pro šíření prostorem lze však uvažovat i svazky světla, jež se šíří optickými vlákny, pro něž je třeba při řešení uvažovat odlišné okrajové podmínky. Ze své podstaty se totiž vláknem mohou šířit jen svazky, které mají od jisté vzdálenosti od osy intenzitu skutečně nulovou. I pro tyto svazky lze nicméně zavést orbitální moment hybnosti. Na rozdíl od klasických optických vláken se pro vedení svazků s orbitálním momentem hybnosti uplatňují pokročilejší vlákna mající strukturu fotonických krystalů, kdy například vede prostředkem vlákna úzká dutina. Čím dál větší důležitosti nabývají v nejrůznějších disciplínách optické čipy. Ačkoli je experimentální výzkum v této oblasti pokud jde o svazky se šroubovicovitou fází na úplném začátku, objevily se v letech 2018 a 2020 již první publikace na toto téma.

### Přeměna profilu

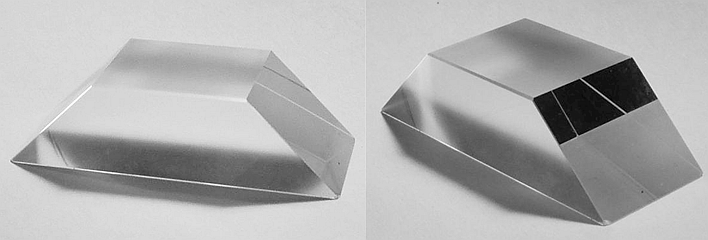
Doveho hranoly.

Vliv natočení Doveho hranolu na fázi procházejícího světla. Pro zvětšení klikněte na obrázek.

Svazky nesoucí orbitální moment hybnosti lze využít v různých aplikacích jako je přenos informace či kvantové počítání. Kromě účinné tvorby, vedení a měření je tak nutno umět i transformovat svazky s různým orbitálním momentem hybnosti mezi sebou. V tomto ohledu lze použít širokou škálu různých optických prvků, které se používají pro transformace běžných světelných paprsků. Například odraz svazku od běžného zrcadla způsobí obrácení stáčení šroubovice. Svazek s kladným topologickým nábojem {\displaystyle l} se tak po odrazu dál šíří se záporným nábojem {\displaystyle -l}. Kromě děličů paprsků, různých optických čoček a již zmíněných zrcadel se velmi často uplatňuje i prvek, jemuž se po svém vynálezci Heinrichu Wilhelmu Dovem říká Doveho hranol (anglicky: Dove prism). Tento hranol, vyobrazený napravo, má základnu ve tvaru rovnoramenného lichoběžníku, přičemž světlo do něho vstupuje skrz zkosenou hranu.
Je-li Doveho hranol natočen o {\displaystyle \alpha } stupňů kolem osy svazku, je profil svazku stočen po průchodu hranolem o {\displaystyle 2l\alpha } stupňů, kde {\displaystyle l} je topologický náboj svazku. Pokud si symbolem {\displaystyle E_{l}} označíme takový svazek, odpovídá průchod Doveho hranolem matematické transformaci
{\displaystyle E_{l}(\mathbf {x} )\to E_{-l}(\mathbf {x} )\,\exp {(2\,l\,\alpha \,i)},}
kde ke změně znaménka dochází v důsledku odrazu od stěny hranolu. Takto lze svazku světla udělit dodatečnou fázi, jejíž hodnota je závislá na náboji svazku. Doveho hranol lze například použít uvnitř Machova-Zehnderova interferometru pro sestrojení přístroje, jenž třídí svazky na základě jejich topologického náboje.
Kromě klasických optických prvků lze, podobně jako v případě tvorby svazků, použít spirální fázové destičky či počítačem generované hologramy, jež jsou následně promítnuty na prostorovém modulátoru světla. Odrazem od modulátoru obdrží svazek v podstatě libovolný profil fáze, což lze využít pro implementaci řady různých operací, jako například násobení topologického náboje konstantou. Rozmach v poslední době zaznamenala technika vynalezená v roce 2010 nesoucí v angličtině název multi-plane light conversion (zkratka MPLC), což lze do češtiny přeložit jako mnohorovinná konverze světla. Tato technika využívá průchodu (či odrazu) šířícího se paprsku větším počtem hologramů, jejichž tvar je spočten počítačem na základě numerické simulace. Kombinace těchto speciálně vytvořených hologramů a Fourierovy transformace vzešlé z volného šíření paprsku mezi hologramy umožňuje provést libovolnou unitární operaci.

## Zlomkový orbitální moment hybnosti
Jak plyne z diskuze představené výše, orbitální moment hybnosti je pro svazky se šroubovicovitou fází kvantovaná veličina, jež může pro každý foton nabývat pouze hodnot, které jsou celočíselnými násobky redukované Planckovy konstanty. Toto kvantování je důsledkem požadavku, aby byla vlnová funkce fotonu spojitá, a projevuje se tak, že číslo {\displaystyle l} ve výrazu {\displaystyle \exp(i\,l\,\phi )} pro šroubovicový průběh fáze je celé číslo. Jen v takovém případě odpovídá vlnová funkce stabilnímu módu. Neznamená to však, že nelze uvažovat svazky, pro něž číslo {\displaystyle l} celé není. Obržíme tak situaci s neceločíselným topologickým nábojem, které se v kontextu orbitálního momentu hybnosti říká zlomkový orbitální moment hybnosti (anglicky: fractional orbital angular momemtum). Označíme-li si pole svazku s neceločíselným nábojem {\displaystyle l} symbolem {\displaystyle E_{l}}, je toto v cylindrických souřadnicích {\displaystyle (r,\phi ,z)} tvaru
{\displaystyle E_{l}(r,\phi ,z)=A(r,z)\exp({il\phi })}
pro jistou amplitudu {\displaystyle A(r,z)}, přičemž {\displaystyle l} je nyní obecně reálné číslo, jež lze zapsat ve tvaru {\displaystyle l=m+\mu }, kde {\displaystyle m\in \mathbb {Z} } je číslo celé a {\displaystyle -1/2<\mu \leq 1/2} je reálný zbytek. Kdyby {\displaystyle \mu =0}, tak máme situaci z předešlých kapitol s celočíselným orbitálním momentem hybnosti a šroubovice obkrouží celé kolo tak, že od počáteční hodnoty {\displaystyle 0} pro {\displaystyle \phi =0} přejde její fáze postupně do konečné hodnoty {\displaystyle 2\,\pi \,m} pro {\displaystyle \phi =2\pi }. Protože z hlediska fáze jsou všechny násobky čísla {\displaystyle 2\pi } ekvivalentní, lze takovou šroubovici dál plynule navázat i pro intervaly {\displaystyle \phi \in [2\pi ,4\pi )}, {\displaystyle \phi \in [4\pi ,6\pi )} atd. V případě nenulového zbytku {\displaystyle \mu >0} tomu tak již není a šroubovice má pro {\displaystyle \phi =2\pi } nespojitost. Fáze svazku s neceločíselným topologickým nábojem má tedy tvar přerušované šroubovice.
Svazek {\displaystyle E_{l}} s neceločíselným nábojem se vyznačuje několika specifiky, která ho odlišují od čistých Laguerreových-Gaussových (LG) svazků. Namísto jediného optického víru o náboji {\displaystyle m}, kde {\displaystyle m} je nejbližší celé číslo k {\displaystyle l}, obsahuje tento svazek hned {\displaystyle m} vírů, přičemž každý z nich má náboj {\displaystyle 1} či {\displaystyle -1}. Dále má průřez svazku sice nulovou intenzitu na ose šíření, toto minimum však neobsahuje optický vír, a na rozdíl od LG svazků navíc svazek obsahuje polopřímku interferenčního minima, po celé jejíž délce má fáze nespojitost. Podél této polopřímky mohou vznikat a zanikat dodatečné světelné víry. Nejzřetelněji je toto chování přitom viditelné, pokud je {\displaystyle \mu =1/2}, viz fázový profil svazku s {\displaystyle l=3,5} vyobrazený v rámečku výše. 
Svazek s neceločíselným nábojem je nestabilní a jeho profil se mění během šíření prostorem. Lze ho navíc vyjádřit jako superpozici mnoha LG svazků {\displaystyle E_{k}} s celočíselným topologickým nábojem {\displaystyle k} ve tvaru
{\displaystyle E_{l}(r,\phi ,z)=\sum _{k=-\infty }^{\infty }\left({\frac {\sin(\mu \pi )}{\pi (l-k)}}\exp({i\mu \pi })\right)E_{k}(r,\phi ,z),}
Ačkoli je sumace výše prováděna přes nekonečně mnoho členů, nezanedbatelnou velikost mají jen ty členy, pro něž je hodnota sčítacího indexu {\displaystyle k} blízko topologickému náboji {\displaystyle l}. Jak lze snadno nahlédnout, velikost těchto členů totiž škáluje jako {\displaystyle 1/(l-k)}. Střední hodnota orbitálního momentu hybnosti je pro takový svazek rovna
{\displaystyle {\bar {l}}=l-{\frac {\sin(2\pi l)}{2\pi }}=m+\left(\mu -{\frac {\sin(2\pi \mu )}{2\pi }}\right).}
Lineární závislost střední hodnoty na topologickém náboji je tedy lehce modulována sinusoidou a pro celočíselný náboj se redukuje do vztahu {\displaystyle {\bar {l}}=m} pro normální orbitální moment hybnosti diskutovaný výše.

## Kvantové vlastnosti
Ačkoli již původní teoretický návrh, který poprvé hovořil o orbitálním momentum hybnosti světla, mluvil o kvantování této veličiny, lze téměř veškerou diskuzi výše chápat čistě klasicky, to jest nekvantově, pokud se jednak místo o spinu hovoří o polarizaci a jednak se explicitně nezmiňuje Planckova konstanta a hovoří se čistě o topologickém náboji svazku. V takovém případě je orbitální moment hybnosti vlastností celého světelného svazku, jehož fáze má šroubovicový průběh. Chápeme-li však orbitální moment hybnosti jako vlastnost jednotlivých fotonů, částic světla, není to světelný svazek, ale vlnová funkce fotonu, jež má šroubovicový průběh fáze. Tvar vlnové funkce přitom udává pravděpodobnost, s jakou se foton na daném místě prostoru nachází. Orbitální moment hybnosti fotonu je veličina, jejíž hodnota je celočíselný násobek redukované Planckovy konstanty, a která kromě tohoto kvantování vykazuje i jiné kvantové vlastnosti jako je superpozice či provázání.

### Kvantová superpozice
V následujícím uvažujeme Laguerreovy-Gaussovy svazky s nulovým radiálním indexem, {\displaystyle p=0}, a s topologickým nábojem {\displaystyle l} (a tedy orbitálním momentem hybnosti {\displaystyle l\hbar }). Označíme-li každý takový svazek symbolem {\displaystyle |l\rangle }, platí, že {\displaystyle \langle k|l\rangle =\delta _{kl}}, kde {\displaystyle \delta _{kl}} je Kroneckerovo delta a kde používáme Diracovu notaci běžnou v kvantové teorii. Kety {\displaystyle |l\rangle } tedy tvoří ortonormální bázi diskrétního Hilbertova prostoru. Tento prostor je nekonečně rozměrný, protože hodnota topologického náboje může nabývat libovolného celého čísla, což bylo otestováno i experimentálně.
Jeden foton se může nacházet v kvantové superpozici několika (ale i nekonečně mnoha) módů tak, že jeho kvantový stav orbitálního momentu hybnosti (OAM) lze zapsat ve tvaru
{\displaystyle |\psi _{1}\rangle =\sum _{m=-M}^{M}\alpha _{m}|m\rangle }
pro jisté číslo {\displaystyle M} a jisté amplitudy pravděpodobnosti {\displaystyle \alpha _{m}}, jež splňují normovací podmínku {\displaystyle {\textstyle \sum _{m=-M}^{M}}|\alpha _{m}|^{2}=1}. V takovém případě se s pravděpodobností {\displaystyle |\alpha _{m}|^{2}} foton nachází ve stavu {\displaystyle |m\rangle }. Fakt, že se foton může nacházet v superpozici více než dvou ortogonálních stavů, lze s úspěchem využít v oblasti kvantové informatiky. Orbitální moment hybnosti tak slouží jako jeden ze způsobů, jakým lze implementovat qudit, což je vícerozměrná kvantová obdoba informačních bitů. Pro více podrobností viz oddíl níže. V následujícím rámečku je nicméně pro jednoduchost představena varianta, která je pouze dvourozměrná a jež se nazývá qubit.

Výběr tří různých kvantových superpozic OAM módů. Pro zvětšení klikněte na obrázek.

Profil intenzity a fáze pro vlnovou funkci, která vznikne superpozicí různých OAM módů, může být jednak velmi komplikovaný, jednak se může vyznačovat různým počtem fázových nespojitostí. OAM módy mohou mít jak kladnou tak zápornou hodnotu a koeficienty v superpozici mohou být nejen reálná, ale i komplexní čísla. Na obrázku vpravo je výběr tří různých superpozic, z nichž hned ta první, odpovídající stavu {\displaystyle |\psi \rangle =(|5\rangle +|-5\rangle )/{\sqrt {2}}}, je příkladem specifické třídy stavů, jež jsou obecně tvaru
{\displaystyle |\psi \rangle ={\frac {1}{\sqrt {2}}}(|m\rangle +e^{i\theta }|-m\rangle ),}
kde {\displaystyle m} je celé číslo udávající počet OAM kvant a {\displaystyle \theta } je číslo reálné. Vlnová funkce takové superpozice má výjimečně pravidelnou strukturu — profil intenzity připomíná květ a fáze se přitom při oběhu optické osy v pravidelných intervalech střídá mezi dvěma hodnotami. Pro tuto svoji podobnost s okvětními lístky se superpozicím výše uvedeného tvaru anglicky říká petal pattern, což doslova znamená okvětní vzor. Matematicky lze profil takové superpozice vyjádřit v polárních souřadnicích ve tvaru {\displaystyle E_{m}(r,\phi )=A_{m}(r)\cos(m\phi +\theta /2)}. Jedná se tak o faktorizovaný výraz, kde radiální průběh je dán funkcí {\displaystyle A_{m}(r)}, přičemž průběh azimutální je popsán kosinusoidou {\displaystyle \cos(m\phi +\theta /2)}. Funkce {\displaystyle A_{m}(r)} nabývá maxima pro {\displaystyle r=w_{0}{\sqrt {|m|/2}}}, kde {\displaystyle w_{0}} je poloměr svazku v krčku, a intenzita svazku {\displaystyle |E_{m}|^{2}} má tak tvar prstence, který je v azimutálním směru modulován funkcí {\displaystyle \cos ^{2}(m\phi +\theta /2)}. Díky této modulaci má okvětní vzor celkem {\displaystyle 2m} „lístků“ pravidelně rozmístěných po obvodu prstence, jenž je natočen o úhel {\displaystyle \theta /2}. Fáze svazku je buď {\displaystyle \theta /2} či {\displaystyle \theta /2+\pi } podle toho, zda je pro daný úhel {\displaystyle \phi } kosinus {\displaystyle \cos(m\phi +\theta /2)} kladný či záporný. Nejjednodušším příkladem okvětního vzoru je ten pro {\displaystyle m=1} — profily pro OAM qubit v rámečku výše jsou okvětní vzory pro {\displaystyle m=1} a různé {\displaystyle \theta }.

### Kvantové provázání

Typické spirální spektrum fotonových párů generovaných procesem SPDC. Pro zvětšení klikněte na obrázek.

Podobně jako pro jednotlivé fotony lze uvažovat i společné superpozice více fotonů. Společný kvantový stav dvou fotonů v orbitálním momentu hybnosti zní obecně
{\displaystyle |\psi _{12}\rangle =\sum _{m=-M}^{M}\sum _{n=-N}^{N}\alpha _{m,n}|m,n\rangle ,}
kde {\displaystyle M,N} jsou opět jistá přirozená čísla a amplitudy pravděpodobnosti vyhovují normovací podmínce. V závislosti na hodnotách těchto amplitud může být stav {\displaystyle |\psi _{12}\rangle } kvantově provázaný či nikoliv.
Pro tvorbu fotonových párů, jejichž stav je kvantově provázaný, má výsadní postavení tak zvaná spontánní parametrická sestupná konverze (SPDC). Jedná se o nelineární proces, ke kterému dochází v jistých krystalech poté, co jsou pod vhodným úhlem osvětleny silným laserovým paprskem. Během tohoto procesu se jeden foton laserového světla přemění na fotony dva, jež mají nižší frekvenci a vykazují provázání v různých stupních volnosti, přičemž orbitální moment hybnosti (OAM) je jedním z nich. SPDC proces zachovává velikost celkového OAM a tak jestliže je OAM vstupního fotonu roven nule, musí být nulový i součet OAM obou výstupních fotonů. Je-li tedy topologický náboj pro první foton roven {\displaystyle m}, je náboj fotonu druhého roven {\displaystyle -m}. Kvantový stav obou fotonů je tak tvaru
{\displaystyle |\psi _{12}\rangle =\sum _{m=-M}^{M}\alpha _{m}|m,-m\rangle ,}
kde {\displaystyle M} je přísně vzato rovno nekonečnu, ale pro všechny praktické účely ho lze brát za velmi vysoké, leč konečné, přirozené číslo. Oba fotony se tak nacházejí v superpozici mnoha módů, z nichž každý odpovídá jiné hodnotě OAM. Každý mód {\displaystyle |m,-m\rangle } je přitom zastoupen různou měrou. Obecně je pravděpodobnost naměření základního módu {\displaystyle |0,0\rangle } znatelně větší než pravděpodobnosti pro nenulové hodnoty OAM. Navíc je tato pravděpodobnost tím menší, čím větší je hodnota OAM, a tak obecně platí {\displaystyle |\alpha _{0}|^{2}>|\alpha _{\pm 1}|^{2}>|\alpha _{\pm 2}|^{2}>\ldots >|\alpha _{\pm M}|^{2}}. Rozdělení pravděpodobnosti, jež udává pro konkrétní experiment, s jakou pravděpodobností lze naměřit mód s danou hodnotou OAM, se anglicky nazývá spiral spectrum, což by šlo přeložit jako spirální spektrum. Typický tvar spirálního spektra je vykreslen na obrázku vpravo. Šířce tohoto rozdělení se pak říká spiral bandwidth, což lze přeložit jako spirální šířka. Existují různé způsoby, jak změnit tvar spirálního spektra, aby více vyhovoval konkrétním potřebám. Například {\displaystyle d}-rozměrný maximálně provázaný stav odpovídá situaci, kdy je prvních {\displaystyle d} amplitud {\displaystyle \alpha _{m}} rovno číslu {\displaystyle 1/{\sqrt {d}}} a všechny ostatní amplitudy jsou nulové.
Stejně jako v případě kvantových superpozic jednotlivých fotonů, i zde platí, že páry fotonů provázané ve svém orbitálním momentu hybnosti nacházejí uplatnění v nejrůznějších oblastech kvantové informatiky, jako například ve vícerozměrné kvantové teleportaci či kvantové distribuci klíče. Pro více informací viz oddíl níže.

### Úhel jako komplementární proměnná
Podobně jako poloha a hybnost tvoří kanonicky sdružené veličiny, pro něž platí principy neurčitosti vyjádřené ve formě nenulového komutátoru, je analogickým způsobem svázán orbitální moment hybnosti s úhlovou polohou. Je-li daný fyzikální systém v kvantovém stavu s přesně daným orbitálním momentem hybnosti, je jeho úhlová poloha maximálně neurčitá. A naopak, je-li systém přesně lokalizován v oblasti dané konkrétním úhlem, je jeho orbitální moment hybnosti nanejvýš neurčitý. Označíme-li si stav přesně lokalizovaný kolem úhlu {\displaystyle \phi } jako {\displaystyle |\phi \rangle }, lze tento vyjádřit v bázi stavů s orbitálním momentem hybnosti ve tvaru
{\displaystyle |\phi \rangle ={\frac {1}{\sqrt {2\pi }}}\sum _{m=-\infty }^{\infty }\exp(-im\phi )|m\rangle .}
Tento stav je tedy svázán diskrétní Fourierovou transformací se stavy orbitálního momentu hybnosti. Podobně, kvantový stav s přesně daným orbitálním momentem hybnosti {\displaystyle |m\rangle } lze vyjádřit pomocí úhlových stavů předpisem
{\displaystyle |m\rangle ={\frac {1}{\sqrt {2\pi }}}\int _{-\pi }^{\pi }\mathrm {d} \phi \exp(im\phi )|\phi \rangle .}
Opět dostáváme vztah vyjádřený Fourierovou transformací, tentokrát však spojitou. Dochází tak ke kuriózní situaci, kdy jsou spolu kanonicky sdruženy dvě veličiny, z nichž jedna, orbitální moment hybnosti, má Hilbertův prostor o spočetné dimenzi, zatímco ta druhá, úhel, má prostor s dimenzí nespočetnou. Jak je zmíněno výše, kvantový stav s dobře definovaným orbitálním momentem hybnosti má fázový profil tvaru šroubovice. Naproti tomu úhlový stav {\displaystyle |\phi \rangle } je nenulový pouze podél velmi úzké kruhové výseče, viz obrázek napravo. Úhlová poloha je plnohodnotná fyzikální veličina a úhlové stavy mohou podobně jako stavy orbitálního momentu hybnosti vykazovat takové vlastnosti jakým je například kvantové provázání. 
Formálně lze komplementaritu orbitálního momentu hybnosti a úhlové polohy vyjádřit pomocí úhlového operátoru (anglicky: angle operator), jenž po aplikaci na daný kvantový stav udává úhlovou polohu systému vůči ose šíření. Zavedení tohoto operátoru naráží na mnoho problémů, které vycházejí z faktu, že úhel je periodická funkce s periodou {\displaystyle 2\pi } a fyzikálně relevantní hodnoty se tak nacházejí pouze v intervalu {\displaystyle [0,2\pi )}. Při definici úhlového operátoru je nutno provést jistou limitu do nekonečna, při jejímž provedení dochází k nekonzistencím. Řešení tohoto problému bylo nabídnuto v článku z roku 1990, kde jsou všechny veličiny nejdříve spočteny v konečně rozměrném prostoru a limita je pak provedena až na úplném konci výpočtu. Takto zavedený úhlový operátor není ve skutečnosti operátor jediný, ale celá třída operátorů, které jsou parametrizovány počátečním úhlem {\displaystyle \theta _{0}}. Tento úhel slouží jako počátek a od něho se odečítají všechny úhly ostatní, které tak leží v intervalu {\displaystyle [\theta _{0},\theta _{0}+2\pi )}. Označíme-li si úhlový operátor pro danou volbu počátečního úhlu symbolem {\displaystyle {\hat {\phi }}_{\theta }}, lze ho v jeho vlastní bázi vyjádřit ve tvaru
{\displaystyle {\hat {\phi }}_{\theta }=\sum _{n=0}^{2L}\theta _{n}|\theta _{n}\rangle \langle \theta _{n}|,}
kde {\displaystyle |\theta _{n}\rangle } je vlastní vektor přidružený vlastnímu číslu {\displaystyle \theta _{n}} a kde {\displaystyle L} je celé číslo takové, že dimenze uvažovaného prostoru je konečná a rovna {\displaystyle 2L+1}. Vlastní čísla odpovídají {\displaystyle 2L+1} úhlům pravidelně rozmístěným podél jednotkové kružnice s počátečním úhlem {\displaystyle \theta _{0}} a splňují tedy vztah {\displaystyle \theta _{n}=\theta _{0}+(2\pi n)/(2L+1)}. Jak bylo řečeno výše, vlastní vektory operátoru momentu hybnosti, jež odpovídají stavům orbitálního momentu hybnosti, tvoří ortonormální bázi. Vyjádříme-li si vlastní vektor {\displaystyle |\theta _{n}\rangle } v této bázi, je tento tvaru
{\displaystyle |\theta _{n}\rangle ={\frac {1}{\sqrt {2L+1}}}\sum _{m=-L}^{L}\exp(-im\theta _{n})|m\rangle .}
Takto zavedený úhlový operátor má nenulový komutátor s operátorem momentu hybnosti {\displaystyle {\hat {L}}_{z}}. Pokud se omezíme jen na fyzikálně zrealizovatelné stavy, je tento komutátor tvaru {\displaystyle [{\hat {\phi }}_{\theta },{\hat {L}}_{z}]=i\hbar (1-(2L+1))|\theta _{0}\rangle \langle \theta _{0}|}. Z tohoto vztahu pak plyne relace neurčitosti mezi operátorem momentu hybnosti a úhlovým operátorem, která svazuje směrodatné odchylky způsobem
{\displaystyle \Delta {\hat {\phi }}_{\theta }\cdot \Delta {\hat {L}}_{z}\geq {\frac {\hbar }{2}}|1-2\pi P(\theta _{0})|,}
kde {\displaystyle P(\theta _{0})} označuje hustotu pravděpodobnosti, že je po měření fyzikální systém nalezen ve stavu {\displaystyle |\theta _{0}\rangle }. Na tomto vztahu je pozoruhodné to, že třeba na rozdíl od známého vztahu mezi polohou a hybností není pravá strana nerovnice konstantní, ale mění se v závislosti na konkrétním kvantovém stavu, v němž se fyzikální systém nachází. Pravá strana tak může obecně nabývat hodnot mezi {\displaystyle 0} a {\displaystyle \hbar /2}. Na animaci v rámečku vpravo je tato závislost ilustrována na příkladu jedné třídy stavů, které minimalizují relaci neurčitosti.
Po zhlédnutí animace se překvapivou může zdát skutečnost, že směrodatná odchylka {\displaystyle \Delta \phi } pro zcela ploché úhlové rozdělení pravděpodobnosti není rovna {\displaystyle \pi }, jak by se na první naivní pohled mohlo zdát, ale pouze {\displaystyle \pi /{\sqrt {3}}}. Tato situace nastává pro stavy s přesně definovaným orbitálním momentem hybnosti, v animaci tedy pro gaussovský svazek s {\displaystyle l=0}. Důvodem nižší hodnoty odchylky je odlišná topologie prostoru, na němž je úhlová proměnná definována. Jinými slovy, zatímco obyčejně uvažujeme veličiny, jež mohou nabývat libovolné reálné hodnoty, v případě úhlu může tento nabývat jen hodnot z intervalu {\displaystyle [-\pi ,\pi )} a odpovídajícím prostorem není přímka, nýbrž uzavřená kružnice.

## Použití

### Klasická komunikace
Informaci lze zakódovat do nejrůznějších fyzikálních veličin — dobrým příkladem může být třeba elektrický náboj elektronů, jež jsou používány v moderní elektronice. Podobně lze však za nosič informace vzít i některou z vlastností světla, jakou je polarizace či právě orbitální moment hybnosti. V takovém případě lze každý bit reprezentovat jako světelný puls, jehož prostorový profil odpovídá Laguerreově-Gaussově svazku. Bitovou hodnotu 0 pak představuje svazek s jedním konkrétním topologickým nábojem, například s nábojem -1, a bitové hodnotě 1 odpovídá svazek s jinou hodnotou náboje, třeba +1. Vysílací stanice tak posloupnost bitových nul a jedniček převede na posloupnost světelných pulzů odpovídajících Laguerreovým-Gaussovým svazkům o nábojích -1 a 1. Přijímací stanice pak pro každý dopadnuvší světelný pulz změří jeho hodnotu orbitálního momentu hybnosti a dekóduje jednotlivé bity přenášené informace.
Výhodou orbitálního momentu hybnosti je mimo jiné to, že může nabývat vícera hodnot a není tak omezen na hodnoty dvě, jako v případě bitů. Místo bitových hodnot 0 a 1 tak lze posílanou zprávu zakódovat například do hodnot 0, 1, 2, 3 a každou z těchto hodnot pak zrealizovat jako jiný Laguerreův-Gaussův svazek s daným topologickým nábojem. Takovýto způsob navýšení kapacity přenosu se nazývá OAM multiplexování. Jediným omezením na počet hodnot jsou technické možnosti přenosové aparatury. Informaci lze přenášet využitím několika různých vlastností světelných pulzů současně a dosáhnout tak velmi vysokých průtoků dat v řádech terabitů, jak bylo experimentálně potvrzeno pro přenos volným prostorem a speciálně upraveným optickým vláknem. V roce 2016 byl proveden přenos světelných svazků s orbitálním momentem hybnosti vzduchem na vzdálenost 143 kilometrů a v témže roce proběhl též experimentální přenos digitálního signálu světelnými svazky šířícími se vodou. Podobně jako pro světlo lze zkoumat přenos svazků s orbitálním momentem hybnosti v mikrovlném pásmu, pro rádiové vlny a dokonce i pro akustické vlny šířící se vzduchem či pod vodou.

### Kvantová komunikace
Techniky kvantového přenosu a zpracování informace využívají jevů jako kvantová superpozice či kvantové provázání pro posílání zpráv, jež jsou v podstatě neodposlouchovatelné. Typickým příkladem kvantově-informatického protokolu je kvantová distribuce klíče, při níž si dvě od sebe vzdálené stanice vytvoří společný tajný klíč, pomocí něhož posléze šifrují svoji vzájemnou, již klasickou, komunikaci. V té nejjednodušší verzi protokolu připraví první stanice částici v daném kvantovém stavu a tu následně pošle do stanice druhé. Tam je částice podrobena měření. Díky platnosti kvantových zákonů lze zajistit, že s pomocí dodatečných technik není takovýto přenos částic odposlouchávatelný. Za částice se velmi často berou fotony a za kvantový stav se bere obvykle stav jejich polarizace, který umožňuje do jednoho fotonu zakódovat jeden bit klíče. Orbitální moment hybnosti v této souvislosti nabízí výhodu v tom, že na rozdíl od polarizace může nabývat velkého množství hodnot. Foton, jenž nese informaci zakódovanou ve stavu jeho orbitálního momentu hybnosti, tak může přenést mnoho bitů naráz. Tímto způsobem lze zvýšit kapacitu komunikačního kanálu a tím i rychlost vytvoření tajného klíče. 
První experimentální distribuce kvantového klíče s vícerozměrnými nosiči informace byla provedena v roce 2006. Jako nosiče přitom sloužily fotony s trojrozměrným kvantovým stavem orbitálního momentu hybnosti (OAM). Od té doby doznala kvantová komunikace s využitím OAM výrazných zlepšení a to jak z pohledu dimenze přenášeného OAM a délky komunikačního kanálu, tak i z pohledu prostředí, jímž se nosiče informace šíří. Otestováno bylo posílání fotonů vzduchem, upraveným optickým vláknem i vodou.

### Manipulace s malými objekty
Malé objekty lze držet na daném místě v prostoru pomocí silného soustředěného paprsku světla, kde je vlivem gradientu pole objekt vtahován neustále do středu paprsku. Tomuto uspořádání se říká optická pinzeta, která tak umožňuje přesnou manipulaci velmi malých hmotných objektů. Běžně se za daný paprsek bere gaussovský svazek, který má maximum intenzity na své ose, na níž je i držen manipulovaný objekt. Použije-li se místo gaussovského svazku Laguerreův-Gaussův svazek vyššího řádu, tvoří intenzita prstenec a předmět tak může být buď držen v oblasti minima intenzity uprostřed svazku, anebo v oblasti maximální intenzity na obvodu prstence. V tomto druhém případě pak předmět obíhá osu svazku podél prstence, kde rychlost oběhu závisí na hodnotě orbitálního momentu hybnosti svazku a směr obíhání na jeho znaménku. Optická pinzeta využívající paprsků s orbitálním momentem hybnosti se občas anglicky označuje pojmem optical spanner . Manipulovaný předmět může být různého tvaru a lze tak uvažovat malé rotorky, které se roztáčejí vlivem dopadajícího paprsku. Laguerrovy-Gaussovy svazky lze užít v superpozici s rovinnou vlnou k vytvoření interferenčního vzorce, do kterého jsou částice chyceny, a k jejich otáčení dochází vlivem otáčení celého vzorce. V tomto případě má stáčení na svědomí měněná vzájemná fáze mezi svazkem a rovinnou vlnou, ne orbitální moment hybnosti. Místo superpozice s rovinnou vlnou lze užít superpozice se svazkem opačného náboje a částice tak zachytit a otáčet ve květovaném vzoru.

### Měření rotace
Ukazuje se, že Laguerreovy-Gaussovy svazky vykazují tak zvaný rotační frekvenční posun (anglicky: rotational frequency shift), jenž lze chápat jako rotační obdobu Dopplerova jevu. Pokud svazek o jisté úhlové frekvenci {\displaystyle \omega } dopadá na rotující objekt, odražené záření má frekvenci posunutou o {\displaystyle \Delta \omega }, kterýžto posun je dán vztahem
{\displaystyle \Delta \omega =m\,\Omega ,}
kde {\displaystyle m} je topologický náboj dopadajícího svazku a {\displaystyle \Omega } je úhlová frekvence rotace daného objektu. Pokud je tato úhlová frekvence neznámá, lze ji změřit právě tím, že se změří frekvenční posun odraženého Laguerreova-Gaussova svazku. Přesnost měření lze dále zvýšit tím, že se na rotující předmět nechá dopadat superpozice dvou svazků s vysokými a navzájem opačnými topologickými náboji {\displaystyle m} a {\displaystyle -m}. Svazek s kladným nábojem obdrží posun {\displaystyle m\,\Omega }, svazek se záporným nábojem pak posun {\displaystyle -m\,\Omega }. V odraženém paprsku se tak nacházejí dvě složky o lehce rozdílných frekvencích, což vede ke vzniku rázů, jež lze snadno detekovat a z jejich frekvence pak určit úhlovou frekvenci točícího se předmětu. Rotační frekvenční posun lze dále pozorovat i pro kruhově polarizované svazky a mají-li tyto navíc nenulový orbitální moment hybnosti, tak se oba příspěvky sčítají. V takovém případě tedy platí vzorec {\displaystyle \Delta \omega =(m+\sigma )\,\Omega }, kde {\displaystyle m} je topologický náboj a {\displaystyle \sigma =\pm 1} pro pravo- a levo-točivou polarizaci. Všechny dosud zmíněné vlastnosti se vztahují k Laguerrevým-Gaussovým svazkům s dobře definovaným topologickým nábojem. V případě obecného světelného paprsku lze tento vyjádřit jako superpozici mnoha Laguerrevých-Gaussových svazků s různými náboji a pro každý uvažovat frekvenční posun zvlášť. Dopadá-li obecný světelný paprsek na rotující předmět, obdrží každý ze svazků v superpozici jiný frekvenční posun a odražené světlo pak sestává z mnoha složek o různých frekvencích.